# Бембель (кувшин)

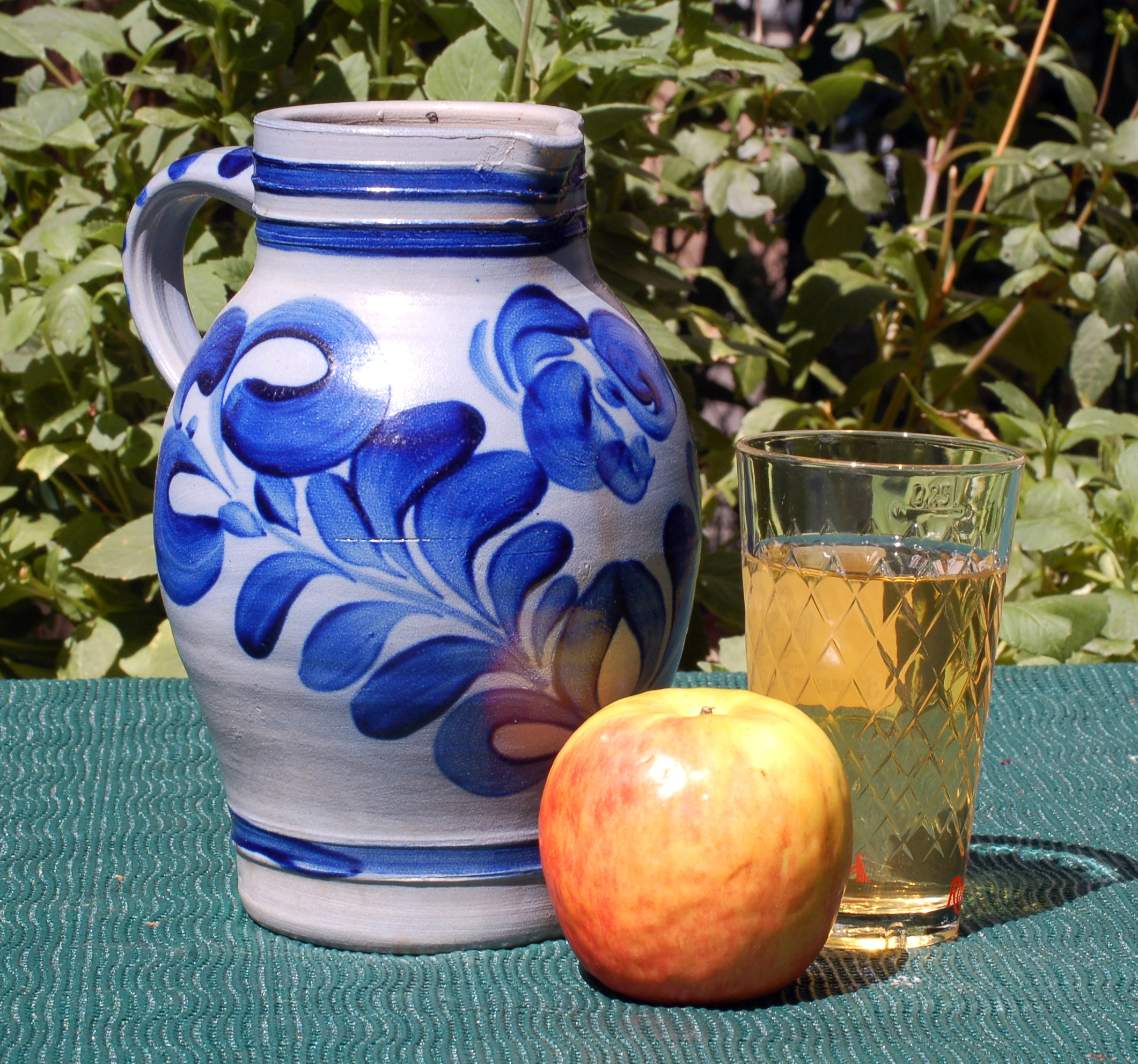
Бембель и герипптес

Бе́мбель (нем. Bembel) — кувшин из вестервальдской каменной керамики ручного производства для разлива гессенского яблочного вина. Бембель покрыт серой солевой глазурью с преимущественно синим узором из стилизованных яблочных ветвей или венков и иногда с указанием винодельни или питейного заведения. Раньше у бембелей сверху была ещё оловянная крышка. Помимо бембеля в традицию потребления гессенского яблочного вина входит ребристый стеклянный стакан «герипптес» и деревянная крышка на него «шоппендеккель».
В трактирах бембели по традиции вешают за ручку на крюки на стенах. Размер бембелей указывают по объёму в стаканах «герипптес» в 0,3 л, так существуют 4-стаканные, 8-стаканные, 12-стаканные или 24-стаканные бембели. Большие бембели устанавливают на специальные подставки. Самый большой в мире бембель, зарегистрированный в Книге рекордов Гиннесса, был изготовлен в 2012 году. Он вмещает 690 литров яблочного вина, имеет в высоту 1,70 м и весит 300 кг.
В Гессене бембели обрели популярность начиная с 1960-х годов благодаря развлекательной телевизионной передаче производства Гессенского радиовещания «У синего козла» (нем. Zum Blauen Bock), студия которой была оформлена как типичный гессенский кабачок с яблочным вином. У руля программы долгое время стоял настоящий «герольд» яблочного вина шоумен Хайнц Шенк.